# Леди играет в азартные игры
«Леди играет в азартные игры» (англ. The Lady Gambles) — американский драматический фильм режиссёра Майкла Гордона, вышедший на экраны в 1949 году.
Фильм рассказывает о женщине (Барбара Стэнвик), приезжающей с мужем (Роберт Престон) в Лас-Вегас, где ей овладевает неконтролируемая страсть к азартным играм. В центре картины находится тема игромании, которая была довольно редкой в кинематографе 1940-50-х годов. Другим известным фильмом на эту тему была драма Роберта Сиодмака «Великий грешник» (1949) по мотивам романа Фёдора Достоевского «Игрок» (1866), также тему игромании затрагивали такие картины того времени, как «История в Лас-Вегасе» (1952) и «24 часа из жизни женщины» (1952).
Съёмки фильма велись в Лас-Вегасе, на дамбе Гувера и водохранилище Мид, а также на мысе Секвит-пойнт недалеко от Лос-Анджелеса.

## Сюжет
В одном из тёмных переулков Чикаго молодая привлекательная женщина Джоан Филлипс (Барбара Стэнвик) вместе с жуликоватым Френчи (Джон Хармон) развернули игру в кости. Поймав пару на шулерстве, двое мужчин жестоко избивают Джоан. Её муж, журналист Дэвид Бут (Роберт Престон) немедленно приезжает в больницу, где рассказывает её лечащему врачу доктору Роджаку (Джон Хойт) историю о том, как из умной, жизнерадостной и интересной женщины Джоан превратилась в опустившуюся игроманку:
Однажды по заданию редакции Дэвид прибыл в Лас-Вегас для написания серии репортажей о дамбе Гувера, расположенной в 50 километрах от города. Во время поездки мужа на дамбу Джоан решает сделать собственный репортаж о казино Лас-Вегаса. Когда она начинает скрытно фотографировать игроков в одном из заведений, его управляющий Хорас Корриган (Стивен Макнэлли) предлагает ей самой попробовать испытать себя в игре, выдавая несколько бесплатных фишек. Тем же вечером после игры Джоан говорит мужу, что игра её «увлекает и захватывает». В ночь перед возвращением в Чикаго, Джоан снова отправляется в казино, где вместо бесплатных фишек решает сыграть на реальный деньги, взяв тайком 50 долларов из командировочных Дэвида, которые быстро проигрывает за игрой в кости. Ближе к утру выясняется, что Джоан истратила уже все 600 долларов, которые получил в редакции Дэвид. Когда Корриган отказывает ей в кредите, Джоан сдаёт в ломбард дорогую фотокамеру и на полученные деньги отыгрывает 600 долларов, которые взяла у Дэвида.
Утром Джоан узнаёт, что в город приехала её старшая сестра Рут (Эдит Барретт), которая воспитывала её после смерти матери во время родов. В результате у Рут не сложилась личная жизнь, и Джоан постоянно винит себя в этом. Дэвид уезжает в Чикаго один, а Джоан остаётся в Лас-Вегасе вместе с сестрой. Тем же вечером в ресторане Корриган приглашает на танец Рут, которая воспринимает его внимание очень серьёзно. Когда вернувшись в номер, Джоан даёт Рут понять, что той не стоит обольщаться на счёт Корригана, старшая сестра зло напоминает о помолвке с любимым человеком, которую ей в своё время пришлось разорвать из-за Джоан. Подавленная виной перед сестрой, Джоан по приглашению Корригана уходить на частную игру в покер в его кабинете. Выиграв к утру 800 долларов, Джоан испытывает приятное расслабление, однако отстраняет Корригана, когда тот пытается её поцеловать.
Узнав, что Джоан не ночевала в номере, Дэвид немедленно возвращается в Лас-Вегас, откуда увозит её на дамбу Гувера. На его просьбу не увлекаться азартными играми, Джоан отвечает, что может остановиться в любой момент. Однако после возвращения в Лас-Вегас Дэвид ловит Джоан на том, что она пытается ускользнуть от него, чтобы сыграть в казино, после чего она признаётся, что не в состоянии себя сдерживать. Ради спасения жены Дэвид увольняется из газеты и переезжает вместе с ней в приморскую деревушку в Мексику, где начинает работать над книгой. Пара проводит несколько счастливых месяцев, пока однажды в отсутствие Дэвида знакомые Джоан по Лас-Вегасу не уговаривают её сходить в одно из подпольных казино, где Джоан быстро проигрывает все сбережения Дэвида, которые тот хранил в доме. Поняв после этого, что не может остановить Джоан, Дэвид уходит от неё и возвращается к своей работе в Чикаго.
Джоан отправляется в Лас-Вегас, где просит Корригана взять её на работу, чтобы она могла вернуть Дэвиду похищенные у него 1400 долларов. Корриган, который к тому времени уже ушёл из казино и вступил в синдикат, который играет на лошадиных скачках в Лос-Анджелесе, решает взять Джоан в качестве своей помощницы. Вскоре на ипподроме Корриган делает Джоан серьёзное замечание после того, как она сделала ставку вопреки его указаниям и проиграла. Четыре месяца спустя, когда синдикат подготовил молодую перспективную лошадь, которая должна принести 30-кратную прибыль, Джоан в нарушение инструкций делает собственную ставку раньше времени, рассчитывая таким образом вернуть деньги мужу и предотвратить развод, однако это приводит к резкому падению выигрышного коэффициента и потере синдикатом огромной прибыли. Корриган спасает Джоан от расправы со стороны своих сообщников, после чего вывозит её в пустынное место и высаживает из машины, разрывая все контакты. После нескольких месяцев блуждания по злачным заведениям страны Джоан оказывается в Шривпорте, Луизиана, где, объединившись с мелким шулером Френчи, в конце концов добирается до Чикаго.
Действие возвращается в настоящее время. В больничной палате появляется Рут, сначала обвиняя Дэвида в том, что это он разбил Джоан жизнь и выгнал её без денег, а затем и Джоан в том, что это она убила мать. В конце концов Рут требует, чтобы Джоан рассталась с Дэвидом и вернулась к ней навсегда. Измученная чувством вины перед матерью, Рут и мужем, Джоан пытается выброситься из больничного окна, но Дэвид успевает подхватить её за руки и спасти. Доктор заявляет Рут, что это она психологически подавила сестру и навязала ей чувство вины. Когда Джоан приходит в себя, она прогоняет Рут, после чего, наконец, чувствует себя свободной, её лицо вновь наполняется оптимизмом и желанием жить. Она обнимает Дэвида, и они смотрят на восходящее солнце в ожидании нового дня.

## В ролях
- Барбара Стэнвик — Джоан Филлипс Бут
- Роберт Престон — Дэвид Бут
- Стивен Макнэлли — Хорас Корриган
- Эдит Барретт — Рут Филлипс
- Джон Хойт — доктор Роджак
- Джон Хармон — Френчи
- Филип Ван Зандт — Чак Бенсон
- Лейф Эриксон — Тони
- Дон Беддоу — мистер Деннис Сатерленд
- Нана Брайант — миссис Деннис Сатерленд
- Эстер Говард — «Мерзкая Леди»
- Хейни Конклин — Джо, игрок в азартные игры (в титрах не указан)

## Создатели фильма и исполнители главных ролей
Режиссёр Майкл Гордон обратил на себя внимание во второй половине 1940-х годов такими фильмами нуар, как «Паутина» (1947), «Акт убийства» (1948) и «Женщина в бегах» (1950). После успеха драмы по Эдмону Ростану «Сирано де Бержерак» (1950), за главную роль в которой Мел Феррер был удостоен Оскара, Гордон добился популярности постановкой лёгких романтических комедий, таких как «Интимный разговор» (1959), «Мальчики отправляются гулять» (1962) и «Я вернулась, дорогой» (1963).
В 1930-е годы Барбара Стэнвик была известна исполнением ролей в романтических комедиях и мелодрамах, таких как «Стелла Даллас» (1937, за роль в этом фильме она удостоилась своей первой номинации на Оскар как лучшая актриса), «Запомни ночь» (1940), «С огоньком» (1941, вторая её номинация на Оскар), «Леди Ева» (1941) и «Знакомьтесь, Джон Доу» (1941). Со второй половины 1940-х годов Стэнвик стала одной из ведущих актрис жанра фильм нуар, сыграв в таких картинах, как «Двойная страховка» (1944, номинация на Оскар), «Странная любовь Марты Айверс» (1946), «Две миссис Кэрролл» (1947), «Извините, ошиблись номером» (1948, номинация на Оскар) и «Не её мужчина» (1950). Данная картина стала второй совместной работой Стэнвик и Роберта Престона, которые за 10 лет до этого фильма сыграли вместе в вестерне Сесиля де Милля «Юнион Пасифик» (1939).
Наиболее значимыми картинами Роберта Престона в 1930-40-е годы были приключенческий экшн «Красавчик Жест» (1939), военная драма «Остров Уэйк» (1942) и фильм нуар «Оружие для найма» (1942). Позднее наиболее значимыми картинами Престона стали драма «Тьма на верху лестницы» (1960), мелодрама «Весь путь домой» (1963) и мюзиклы «Музыкант» (1962) и «Виктор/Виктория» (1982). Последний фильм принёс актёру его единственную номинацию на Оскар за роль второго плана. Стивен Макнэлли известен крепкими ролями второго плана, в которых он был как положительным, так и отрицательным героем. Среди наиболее значимых его картин драма «Джонни Белинда» (1948) и вестерн «Винчестер 73» (1950), а также в фильмы нуар «Крест-накрест» (1949), «Выхода нет» (1950), «Женщина в бегах» (1950), «Дипкурьер» (1952), «Доля секунды» (1953) и «Жестокая суббота» (1955).

## Оценка фильма критикой

### Общая оценка фильма
После выхода фильма на экраны критика проявила к нему интерес, отметив важность поставленной проблемы, но вместе с тем сдержанно оценила саму картину. Так, Босли Краузер в «Нью-Йорк Таймс» отметил, что «ужасающей отправной точкой этого чудовищного и страшного фильма о счастливой в браке молодой леди, которая поддаётся пристрастию к азартным играм» является мораль, что «игромания и игра на ставках — это хуже, чем проклятие пьянства». Вместе с тем, по мнению Краузера, несмотря на все мытарства героини и торжественное морализирование в сценарии, «страстная обеспокоенность по поводу игромании смотрится в фильме абсолютно надуманно и нелепо». А введение «слабого оправдания этой мании — что-то о ревнивой сестре — обманчиво и абсурдно». Краузер подводит итог своей оценке фильма словами, что основная «причина, по которой Universal Pictures сделала этот фильм — это эксплуатация показа колоритного времяпровождения», а не постановка какой-либо общественно значимой проблемы. А работа актёров подтверждает тот факт, что они «точно знали, какую показуху были призваны сыграть». Журнал Variety отмечает, что фильм посвящён психиатрическому характеру игры в азартные игры — на этот раз он рассказывает о девушке, которая становится игроманкой из чувства вины. История извивается слишком долго, скрытые намёки разбрасываются время от времени о причинах психической нестабильности девушки, но к тому моменту, когда в конце концов всё раскрывается, финальный сюжетный поворот уже растерял свою ударную мощь. Современный киновед Майкл Кини, отметив мелодраматический характер фильма, особенно выделил работу Стэнвик, которая «отдаётся игре полностью, особенно, во время её возбуждённой игры в кости».

### Оценка актёрской игры
Работа Барбара Стэнвик получила высокую оценку критики. В частности, Краузер оценил её положительно, написав, что «Стэнвик играет опьянённую азартом даму с тем же облизыванием губ и возбуждением, которые Рэй Милланд продемонстрировал в „Потерянном уикэнде“ (1945). Покажите ей сияющий стол для игры в кости и парочку скачущих костяшек, и она вырабатывает столько же пота по этому поводу, сколько и мистер Милланд по поводу бутылки спиртного. Игра в её понимании — и в понимании Майкла Гордона[уточнить], который поставил фильм — это что-то, что толкает человека к мукам и бурным проявлениям чувств». Журнал Variety заключил, что роль героини даёт Барбаре Стэнвик возможность «показать всё своё мастерство, предоставляя ей многочисленные возможности для демонстрации чувств, начиная от юмора и заканчивая истерикой. Актриса как обычно выполняет свою работу умело». Журнал также выделяет работу Стивена Макнэлли в роли профессионального игрока, который берёт женщину под своё крыло, пока она своими выходками не делает непредсказуемой его деятельность, после чего он хладнокровно бросает её.